# Сайга-12
Сайга-12 — самозарядное ружьё 12-го калибра, производимое на Ижевском машиностроительном заводе на базе автомата Калашникова и предназначенное для промысловой и любительской охоты на мелкого, среднего зверя и птицу в районах с любыми климатическими условиями.

## Компоновка
Гладкоствольные ружья «Сайга» унаследовали общую компоновку и устройство АК, с газоотводным механизмом и запиранием поворотом затвора. Затворная группа и ствольная коробка были переделаны с учётом использования охотничьих патронов, ударно-спусковой механизм лишился автоспуска, в газоотводном механизме появился газовый регулятор для обеспечения надёжного огня, как обычными патронами, так и усиленными патронами «магнум». Кроме того, у некоторых моделей предусмотрены планки Пикаттини, позволяющие использовать дополнительное оборудование (коллиматорные прицелы, фонари и т. д.).

## Основные модификации
- «Сайга 12» — это самозарядное гладкоствольное ружьё с охотничьим пластмассовыми (или деревянными) прикладом и цевьём. Длина ствола 580 или 680 мм. Прицельные приспособления — мушка и целик (либо регулируемая прицельная планка по специальному заказу) расположены над газоотводной трубкой.
- «Сайга-12С» — вариант исполнения ружья со складывающимся пластмассовыми прикладом, рукояткой управления огнём (по типу автомата АК) и цевьём охотничьего типа. Длина ствола 580 или 680 мм. Прицельные приспособления — мушка и целик (либо регулируемая прицельная планка по специальному заказу) расположены над газоотводной трубкой.
- «Сайга-12К», укороченное автоматическое ружьё — «гладкоствольный автоматический карабин». Приклад и пистолетная рукоятка (а в некоторых исполнениях и цевьё) позаимствованы у автомата Калашникова. В конструкцию введён механизм блокировки, который не позволяет снять оружие с предохранителя до тех пор, пока не будет откинут приклад. Длина ствола 430 мм. Прицельные приспособления охотничьего или «автоматного» типа. Имеет возможность вести стрельбу очередями.
- «Сайга-12С ЕХР-01» — экспортный вариант «Сайга-12К» (без устройства блокировки ударно-спускового механизма).

## Варианты исполнения
- «Сайга-12 исп. 75» — самозарядное ружьё с охотничьим быстросъёмным деревянным прикладом и цевьём. Ствол длиной 580 мм со сменными дульными насадками. Прицельное приспособление — регулируемая прицельная планка. Снята с производства.
- «Сайга-12К-040» — модификация «Сайга-12К» с деревянной эргономичной рукоятью и складным прикладом от снайперской винтовки СВДС[4]. Снята с производства.
- «Сайга 12 исп. 261» — самозарядное ружьё с приёмником магазина, прикладом с поворотной щекой по типу СВД и цевьём из пластмассы. Возможна комплектация карабина охотничьим пластмассовым прикладом. Снабжён сменными дульными насадками. На ствольной коробке имеется планка для установки прицела. Снята с производства.
- «Сайга 12С исп. 10» — самозарядное ружьё со складным «автоматным» прикладом и длиной ствола 580 мм. Имеет возможность стрельбы при сложенном прикладе[5].
- «Сайга 12К исп. 10» — самозарядное ружьё со складным «автоматным» прикладом и длиной ствола 430 мм. Не имеет возможности стрельбы при сложенном прикладе[6].
- «Сайга-12 исп. 278» — самозарядное ружьё с приёмником магазина типа «шахта», пластмассовым прикладом «по типу АК» и пистолетной рукояткой. Снабжён сменными дульными насадками[7].
- «Сайга-12 исп. 340» — самозарядное ружьё с усовершенствованной системой газоотвода для применения малоимпульсных патронов, приёмником магазина типа «шахта», реактивным дульным тормозом конструкции В. В. Ильина, и с возможностью сброса магазина без отрыва руки от рукоятки[8].
- «Сайга-12К исп. 043» — гладкоствольный карабин с приёмником магазина, регулируемой прицельной планкой, складывающимся автоматным прикладом и цевьём из пластмассы. Карабин снабжён блокировкой, позволяющей вести стрельбу только с откинутым прикладом. Снят с производства.
- Сайга-12К исп.030, Сайга-12С исп.031 и Сайга-12EXP-01 исп.030 — представляет собой служебный гладкоствольный карабин Кс-18.5 с добавленной по требованиям законодательства РФ блокировкой стрельбы при сложенном прикладе (кроме варианта ЕХР). От обычной «Сайги 12К» данное исполнение отличается приёмником магазина типа «шахта», шарнирным креплением крышки ствольной коробки с установленной на ней планкой «Пикатинни», складывающимся автоматным прикладом (пластмассовым или металлическим по типу СВДС) и цевьём по типу АК из пластмассы[9].
- Сайга-12К исп.033 — Укороченная версия гладкоствольного карабина Сайга-12К исп.030, с длинной ствола 330 мм. Поступила в продажу с 2016 года[10]. Сайга-12К исп.030

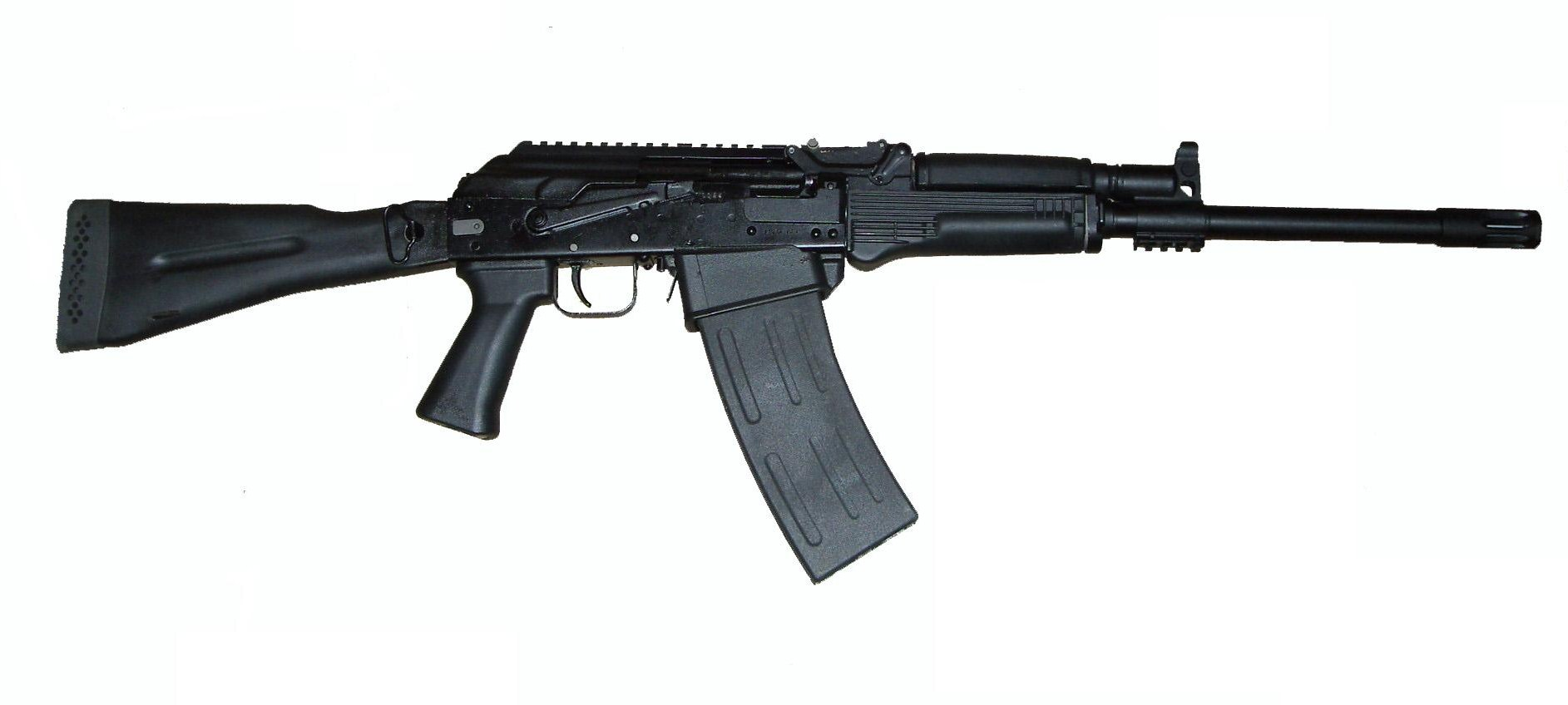
Сайга-12К исп.030

Разработчики позиционируют его как оружие «универсального» стрелка — одинаково хорошо приспособленное для самообороны, практической или развлекательной стрельбы и охоты на коротких дистанциях. Военное происхождение и стремление к универсализации предопределило основные плюсы и минусы модели. Система автоматики ружья настолько хорошо отработана, что обеспечивает надёжную работу автоматики даже с «несъедобными», практически для всех полуавтоматов травматическими патронами с двойной резиновой пулей. Ружьё хорошо приспособлено для установки широкого ассортимента прицельного оборудования, и первым в серии «Сайга» штатно оборудовано монтажными планками «пикатинни». Кроме того, уже в базовой комплектации карабин укомплектован специально разработанной дульной насадкой, позволяющей применять «вышибные» боеприпасы (для разрушения дверных замков, петель и т. п.) и одновременно работающей как эффективный пламегаситель. Также возможно использование всего спектра дульных насадок семейства «Сайга» 12-го калибра. Расплатой за компактность и удобство транспортировки оружия стала достаточно низкая прицельная дальность, связанная с недостаточной (по охотничьим меркам) длиной ствола и короткой прицельной линией. Даже с чоковой насадкой, на дистанциях свыше 40 метров заявленная кучность всё равно составляет около 40 %, в отличие от охотничьей, длинноствольной «Сайги», у которой этот показатель не менее 60 %.
- «Сайга 12К „Тактика“ исполнение 040» — одна из наиболее интересных модификаций производимая ижевским ателье «Легион». Сайга-12К «Тактика» исполнение 040 с установленным на планку «пиккатини» на ствольной коробке коллиматорным прицелом

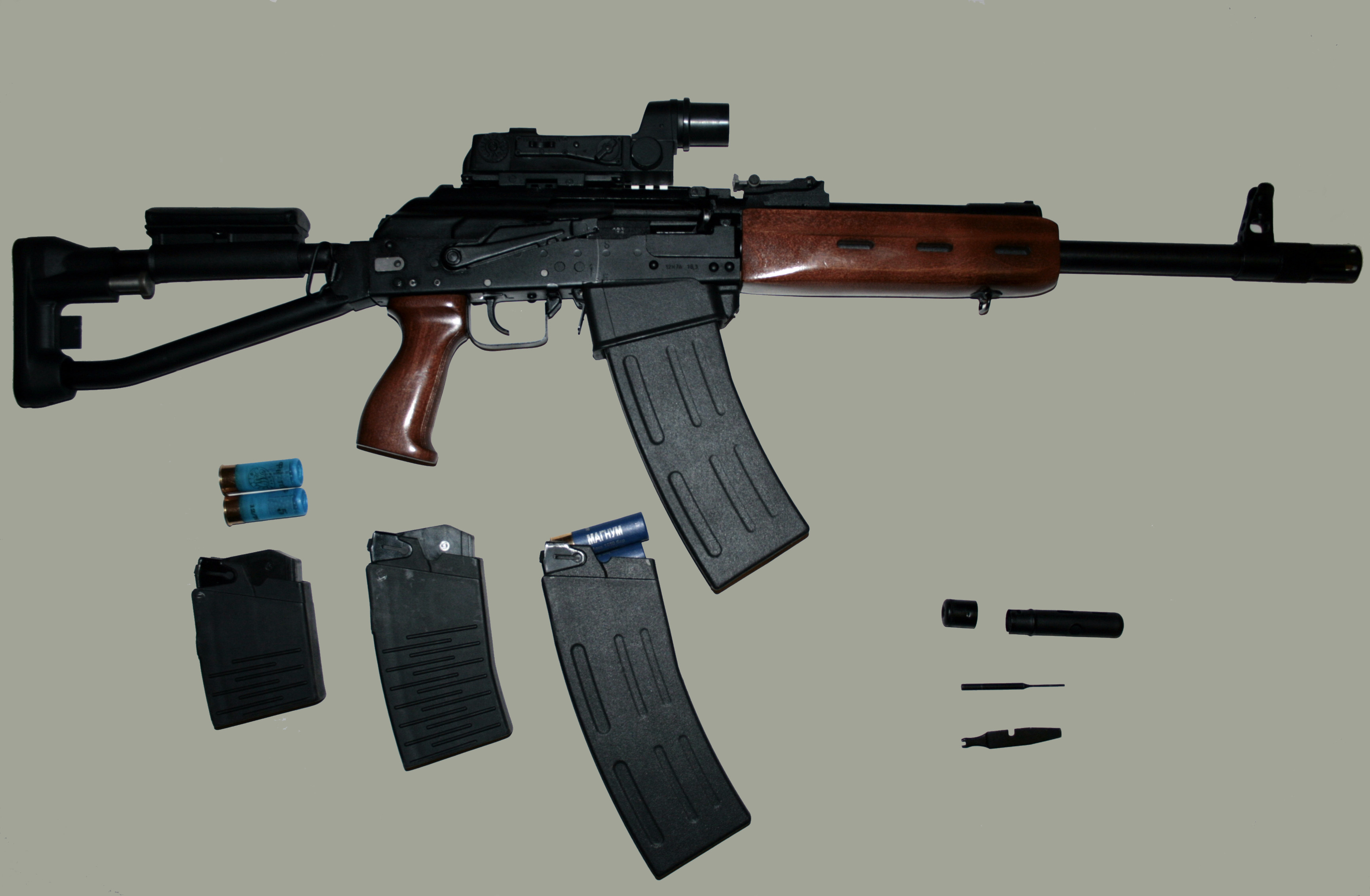
Сайга-12К «Тактика» исполнение 040 с установленным на планку «пиккатини» на ствольной коробке коллиматорным прицелом

При разработке этой модели специалисты «Легиона» пошли примерно по тому же пути что и инженеры ИОЗа, разрабатывавшие «Сайгу исп. 030». От стандартной «Сайги 12К» отличается установленной горловиной приёмника магазина, по типу зарубежной винтовки M16, которая отсутствует на исходном автомате Калашникова. Поскольку патрон 12 калибра больше промежуточного по размеру и сильнее выступает из губок магазина, при установке магазин упирается в нижнюю часть затвора, оказывая сопротивление защёлкиванию магазина. При наличии горловины исключается «выворачивание» магазина вбок при попытке вставить его с усилием. Крышка ствольной коробки выполнена несъёмной, она откидывается вверх на оси закреплённой под колодкой газоотводного механизма (по типу АКС-74У). Такое решение повышает жёсткость конструкции, позволяя установить на крышку универсальную планку Пикатинни для крепления прицелов. Оружие может оснащаться как ручной, так и автоматической (в последнее время редко) затворной задержкой. Магазины от этой версии не подходят к другим вариантам «Сайги-12» кроме «исп. 030», но взаимозаменяемы с магазинами ружья «Вепрь-12», также основанного на конструкции АК и имеющего горловину для магазина. Имеется несколько вариантов этого исполнения, отличающихся типом цевья и приклада.

## Кучность стрельбы

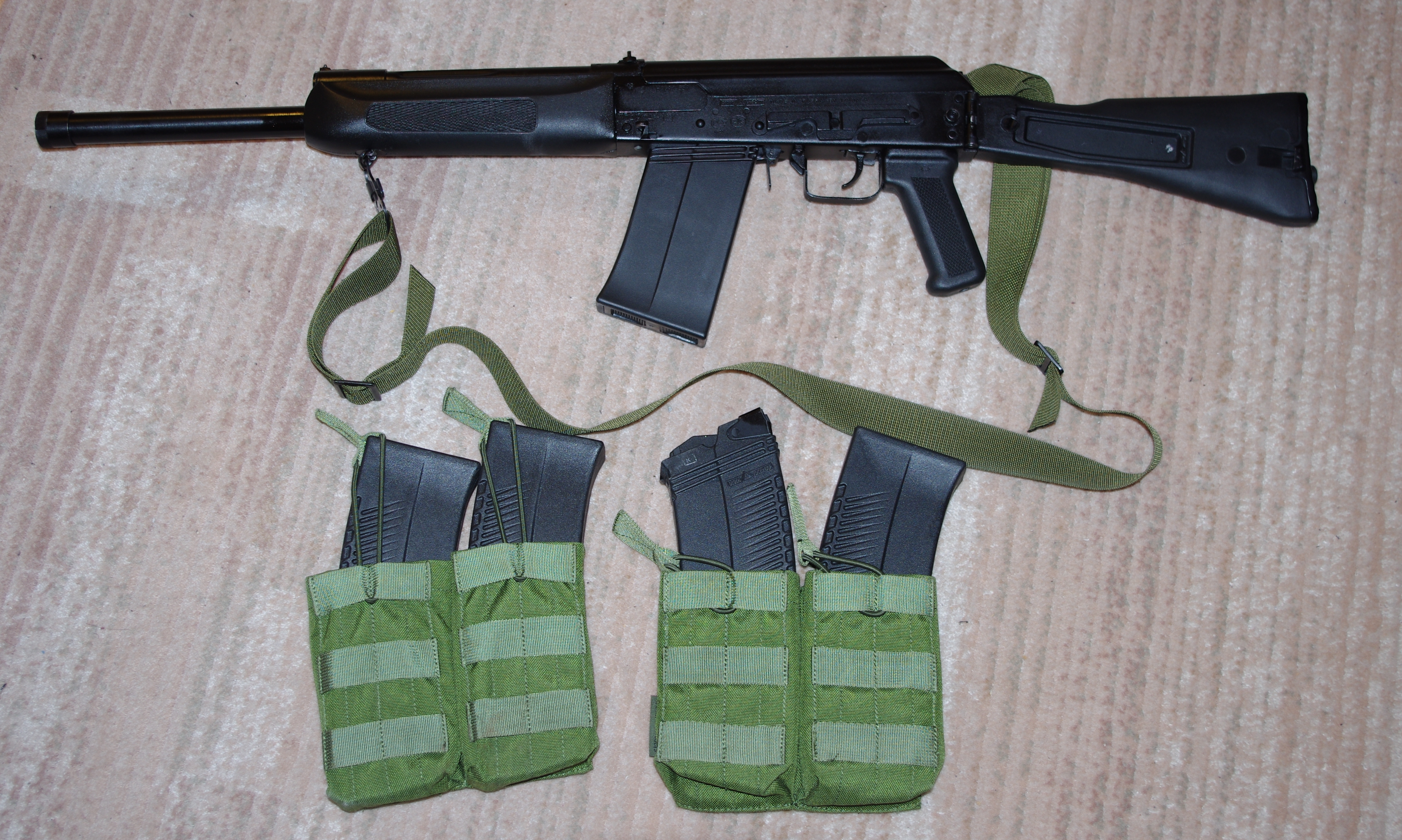

Ружья «Сайга-12» показывают следующую кучность стрельбы по мишени размером 750 мм, находящейся на удалении 35 м:
- Со стволом с дульным сужением 1,0 — 60 % («Сайга-12» и «Сайга-12С»), 40 % («Сайга-12К», «Сайга-12С ЕХР-01»),
- Со стволом без дульного сужения — 40 %.

## Страны-эксплуатанты

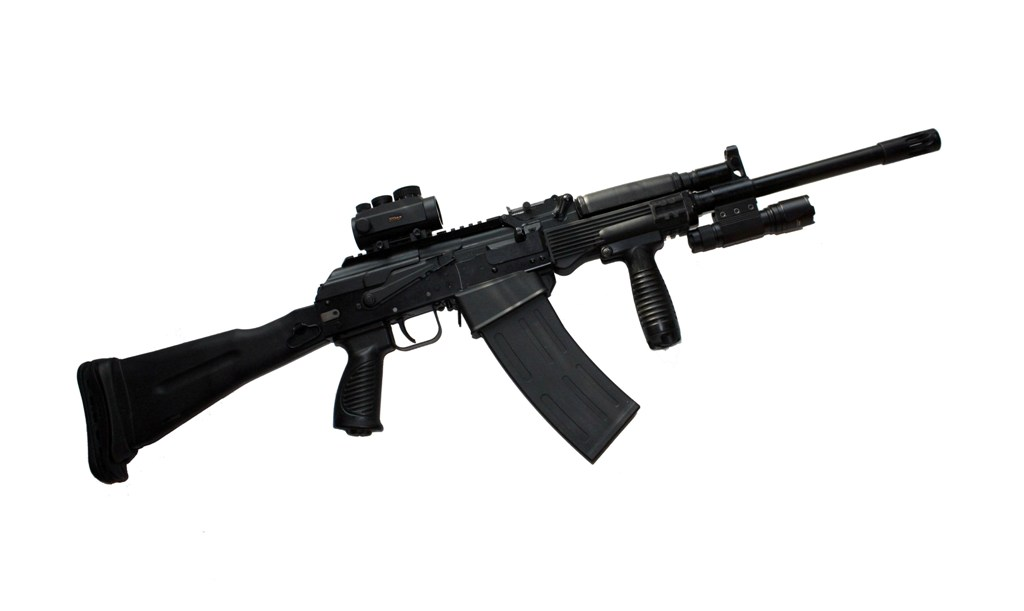
Сайга-12К 030

- Беларусь — сертифицировано в качестве гражданского охотничьего оружия[11]
- Индонезия — в 2017 году «Сайга-12К» была закуплена для Национального агентства по борьбе с наркотиками[12];
- Казахстан — сертифицирован в качестве гражданского охотничьего оружия[13];
- Кыргызстан — по состоянию на начало апреля 2010 года, использовалось МВД Киргизии[14];
- Россия — ружья «Сайга-12» сертифицированы в качестве гражданского оружия и служебного оружия, используются частными охранными предприятиями, в 2006 году[15] вариант 18,5 КС-К принят на вооружение МВД РФ[16]; некоторое количество используется армейскими подразделениями (в качестве средства борьбы с низколетящими БПЛА)[17][18]
- США — после импорта первых образцов, в 2008 году было заказано дополнительное количество карабинов, а несколько фирм в США освоили выпуск аксессуаров к ним[19] (прикладов, магазинов увеличенной емкости, пламегасителей). Несколько карабинов были закуплены для изучения полицейскими структурами[20]. После выставки Shot Show 2012 в Лас-Вегасе, «ИжМаш» заключил контракты на поставку ружей «Сайга-12» для подразделений полиции США или Армия США[21]. 16 июля 2014 продукция завода «ИжМаш», в том числе Сайга-12, запрещена к импорту в США;
- Украина — в 2009 году на вооружение военно-морских сил Украины было принято ружьё «Сайга-12К — Tactical»[22].

## Публикации
- Николай Дергачёв, Александр Кудряшов. «Сайга-12К» — королева самообороны // журнал «Калибр», № 6 (19), июнь 2003.
- Кирилл Тесемников, Павел Столяров. 12-я "Сайга". Эволюция // журнал "Мастер-ружьё", № 10 (79), октябрь 2003. стр.56-59